# Ivica Jevtić
Ivica Jevtić (* 26. Juli 1983 in Požarevac) ist ein ehemaliger serbisch-montenegrinischer Volleyballspieler und jetziger -trainer.

## Karriere Spieler
Jevtić startete seine Karriere 1999 bei Mladi Radnik Požarevac. Drei Jahre später wechselte er zu OK Budućnost Podgorica, wurde 2003 Siebter bei der U21-Weltmeisterschaft mit dem serbischen Juniorenteam und in der Spielzeit 2004/05 Meister und Pokalfinalist von Serbien und Montenegro mit Budućnost Podgorica. In der folgenden Saison verteidigte der Verein den Meistertitel. Anschließend wechselte der serbisch-montenegrinischer Athlet zu Hypo Tirol Innsbruck und wurde mit dem Team  österreichischer Vizemeister. 2007/08 spielt der Außenangreifer in der deutschen Bundesliga für den Moerser SC. In den darauf folgenden beiden Spielzeiten war er wieder bei seinem Heimatverein Mladi Radnik Požarevac am Ball. 2010 stand er mit Qatar S.C. im Emir Cup Finale und wechselte danach in den Iran zu Shahdab Yazd. Zum dritten Mal stand er ab 2012 bei dem inzwischen in die Zweitklassigkeit abgestiegenen Mladi Radnik Požarevac unter Vertrag und blieb bei diesem Club bis zu seinem Karriereende als Spieler. In dieser Zeit stand der Club 2016 im Pokalfinale und in seiner anschließenden letzten Spielzeit wurde Ivica Jevtić noch einmal mit seinem Team Zweitligameister und damit Aufsteiger sowie Supercupfinalist.
Jevtić kam auch in der Montenegrinischen Nationalmannschaft zum Einsatz.

## Karriere Trainer
Ab 2018 betreute Ivica Jevtić das Team von Mladi Radnik Požarevac zunächst als Co-Trainer und ab 2019 für weitere zwei Jahre als verantwortlicher Chef. 2020 wurde der Verein Dritter im serbischen Pokalwettbewerb. In der Saison 2021/22 war der aus Požarevac stammende Trainer für Spartak Subotica verantwortlich und wurde Vizemeister in der serbischen Superliga.